# Этот идеальный день
«Этот идеальный день» (англ. This Perfect Day) — антиутопический роман американского писателя Айры Левина.

## Сюжет
Роман описывает некое идеальное общество, в котором побеждены страх, ненависть, агрессия, насилие, зависть, эгоизм и многие другие человеческие пороки. Общество, в котором все его члены счастливы и живут ради общества, а не себя. Граждане называют своё общество «Семья». Достигается всё это с помощью специального лечения, которое прописывается каждому без исключения жителю. Все члены «Семьи» равны. Индивидуальность, как стремление выделиться из общей массы общества, осуждается и считается болезнью. В обществе постоянно идут медицинские и генетические исследования с целью универсализации членов «Семьи» и создания абсолютно одинаковых людей.
Управляется общество с помощью компьютера «УниКомп». Компьютер принимает все ключевые решения в жизни людей: указывает каждому члену «Семьи» его будущую профессию, место работы, назначает дополнительное лечение «заболевшим» членам, выдаёт разрешение на получение тех или иных вещей в магазинах и даже указывает какие женатые пары будут иметь детей, а какие нет.
В романе показана жизнь человека по имени Ли РМ 35М 4419, который в течение многих лет страдал от своих «болезней» — индивидуальности, эгоизма, чувства вины.